# Odlo Triviaal
Odlo Triviaal is een Belgisch bier van hoge gisting.
Het bier wordt gebrouwen voor (T)Huisbrouwerij Odlo uit Olen in Brouwerij De Graal te Brakel. 
Het is een goudblond bier, type tripel met een alcoholpercentage van 8,2%.